# ねぶたの家 ワ・ラッセ

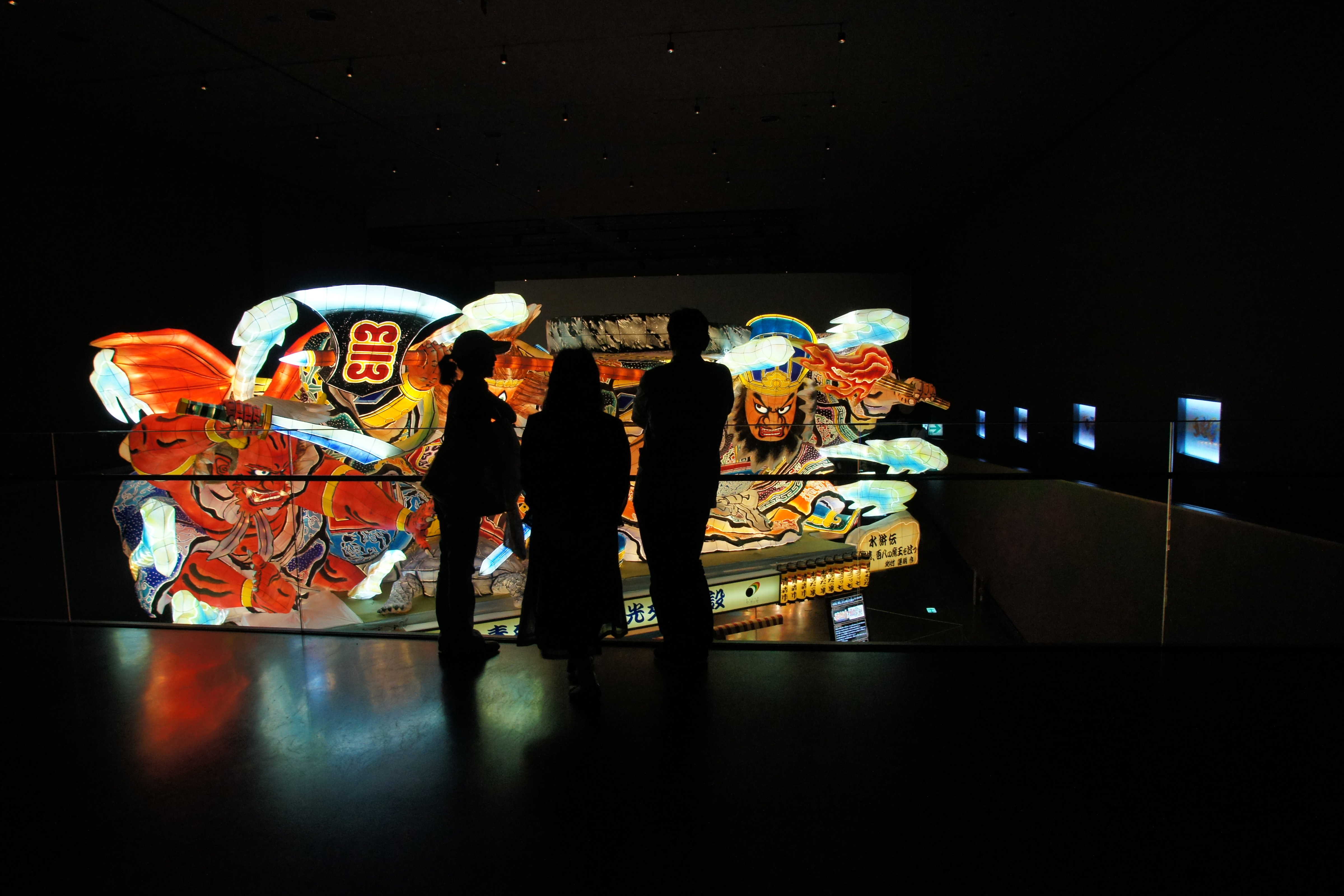
館内

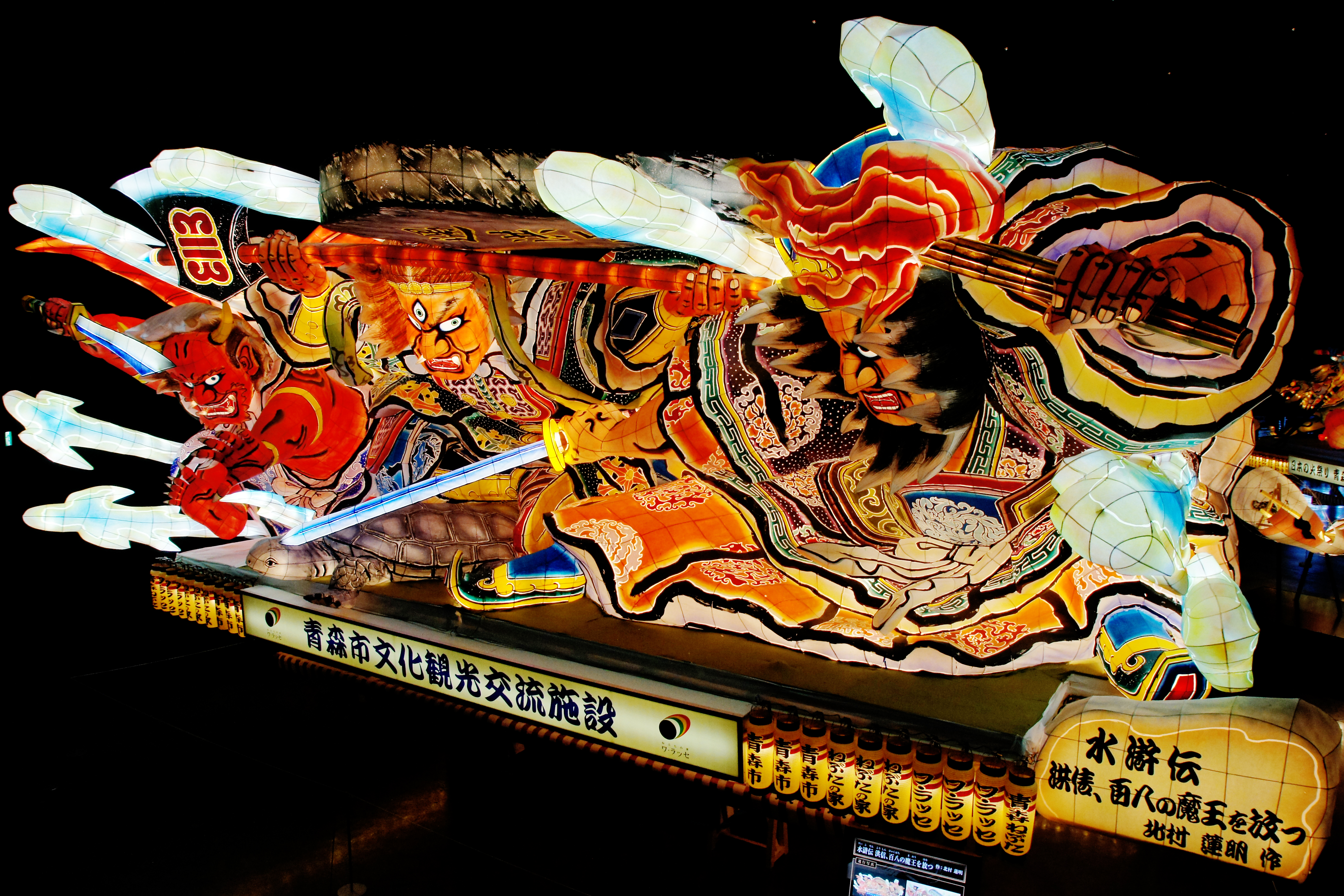
展示中の大型ねぶた

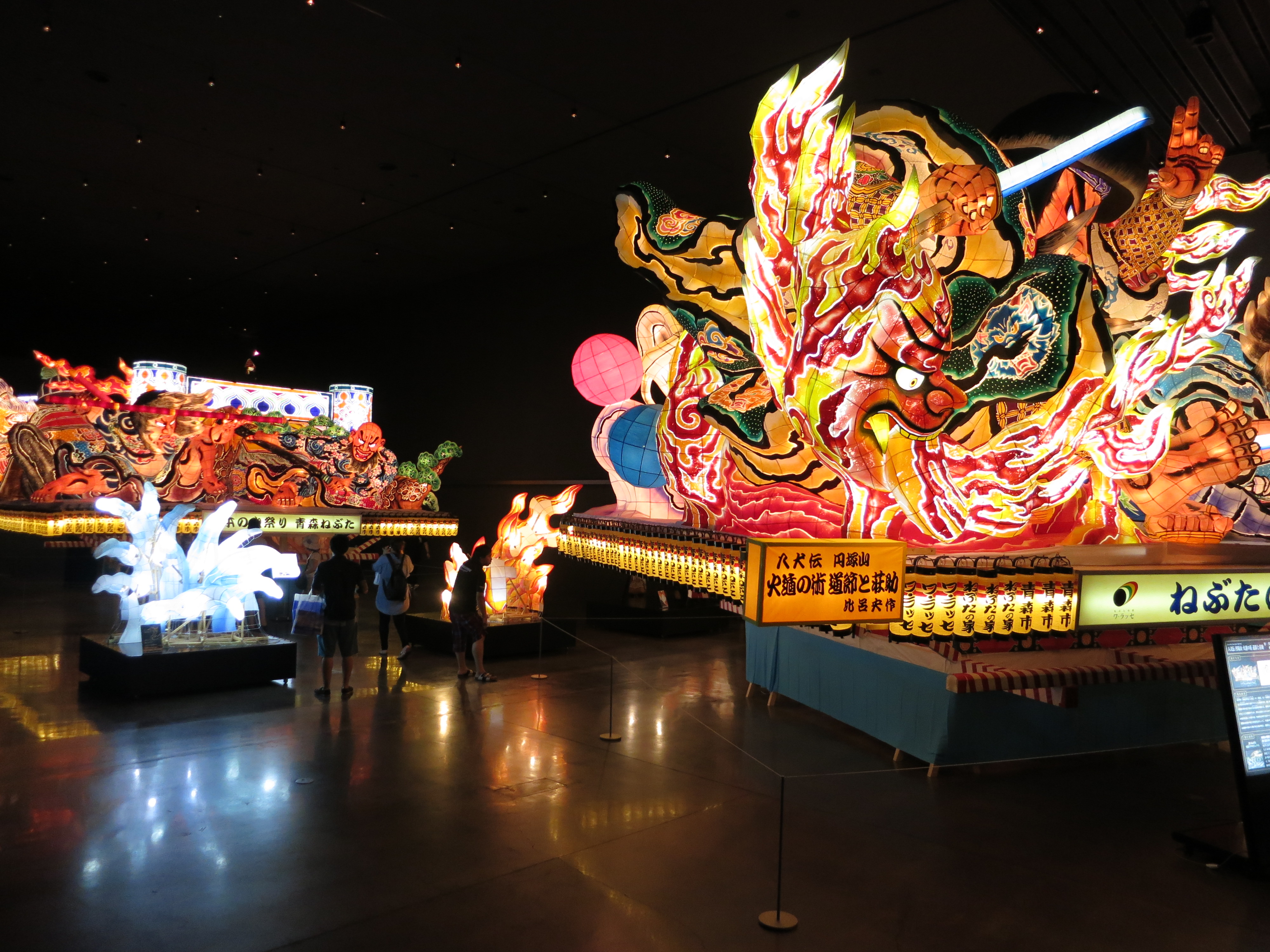
館内展示の様子

ねぶたの家 ワ・ラッセ（ねぶたのいえ ワ・ラッセ）は、青森県青森市にある青森市の文化観光交流施設である。

## 概要
2011年（平成23年）1月5日に、青森駅ホーム東側に広がる青森ウォーターフロントエリアに開業した。現在の館長は櫻田稔。
青森ねぶたの保存伝承の他、青森の観光の拠点とするべく、2004年（平成16年）6月に青森駅周辺整備基本構想が掲げられ、2009年（平成21年）3月より着工された。その後同年3月に「ねぶたの家 ワ・ラッセ」という名称に決定された。青森市が管理するねぶた関連の博物館は初めてである（ねぶたの里は民間企業が運営する観光施設である）。
名称は公募により選ばれ、最優秀作品である「ワ・ラッセ」と優秀作品である「ねぶたの家」を組み合わせたものである。

## 建築
- 建築設計： Molo Design、d/dt Arch、Frank la Riviere Architects
- 構造設計： 金箱構造設計事務所
- 設備設計： 森村設計
- 延べ面積： 6,707.98 m2
- 構造： S造、RC造・一部SRC造（地下部分）
- 階数： 地下1階・地上3階
- 設計期間： 2006年9月-2008年3月
- 施工期間： 2008年12月-2010年10月
- 受賞: 2011年度東北建築賞作品賞（日本建築学会東北支部）[2]。

## 施設
- ねぶたホール - 中型大型ねぶたのパーツを展示。
- 情報コーナー - ねぶたの資料や学習を支援。
  - 情報コーナーに設置されている端末では、ねぶたアーカイブ閲覧や「ねぶた検定（5級～1級）」を行うことができる。ねぶた検定には専用の磁気カードが必要であり、現在の級や点数などの情報を記録できる。検定に必要なカードは1階の受付で販売（1枚300円）されており、検定は1日2回まで挑戦できる。尚、カードに有効期限はない。
- ねぶた歴史コーナー - ねぶたの歴史を学ぶことができる。
- 交流学習室 - ねぶた囃子の練習場所やねぶた製作体験ができる。
- 交流広場 - 写真コンテストなどを行う。
- 交流ホール - 芸能などの披露を行う。小規模ホールのため、大きなイベントは開催されないが、2014年2月1日にはNHKの若者向けラジオ番組、「wktkラヂオ学園」の公開生放送が行われた。
  - そのほかにもイベントホールでは音楽イベントが開催されることもある。[3]

## 近隣
- 東日本旅客鉄道（JR東日本）/青い森鉄道青森駅
  - 駅ビル・ラビナ
  - ＆ラビナ
- アウガ
- ミッドライフタワー
- 青森市民ホール
- 青森ウォーターフロント
  - 青森ベイブリッジ
  - 青森県観光物産館アスパム
  - A-FACTORY
  - 青函連絡船メモリアルシップ八甲田丸